# Вязевская возвышенность
Вя́зевская возвышенность (устар. Вязевские горы) — возвышенность в Псковской области, в междуречье рек Смердель, Насва, Великая и Уща.
Расположена на территориях Новосокольнического, Пустошкинского и Невельского районов Псковской области.
Имеет вытянутую с юга на северо-восток форму. Средняя высотность составляет 200—250 м, наивысшие точки составляют 264 м. в южной части (к северо-западу от озёрного водоёма Иван в Невельском районе), 245 м. в северо-западной (в Пустошкинском районе) и 268 м (гора Шелканиха) в северо-восточной части в Новосокольническом районе.
Здесь находятся истоки рек Смердель с её притоком Насва, одноимённая Насва — приток Ловати, и Уща бассейна Западной Двины.
На севере переходит в Бежаницкую возвышенность, на юге — в Невельско-Городокскую.